# Die Schlange im Regenbogen
Die Schlange im Regenbogen (The Serpent and the Rainbow) ist ein US-amerikanischer Horrorfilm von Wes Craven aus dem Jahr 1988.

## Handlung
Der Wissenschaftler Dennis Alan ist im Auftrag eines Pharmaunternehmens auf Haiti einem Pulver auf der Spur, das vor Ort hergestellt wird. Dieses soll Menschen in Zombies, in willenlose Untote, verwandeln.
Er lernt die Psychiaterin Marielle Duchamp kennen, die ihn bei den Recherchen in der Welt der dunklen Mächte begleitet. Der schwarze Magier Dargent Peytraud, der die Tonton Macoute anführt und außergewöhnliche Hexerkräfte besitzt, fühlt sich durch die Nachforschungen bedroht. Zunächst foltert er Alan und lässt ihn abschieben. Als dieser jedoch aus Angst um Marielle zurückkehrt, kommt es zur finalen Auseinandersetzung.
Der Zauberer verabreicht dem Wissenschaftler die Droge und lässt ihn begraben; da er nun untot ist, würde dies ein ewiges Gefängnis unter der Erde bedeuten. Peytraud hingegen stärkt weiterhin seine magische Kraft, indem er die Seelen der von ihm zombifizierten Menschen in sich aufnimmt. Alan wird allerdings von einem anderen Untoten – einem politischen Gegner Peytrauds – befreit und versucht, inmitten der Unruhen, die die Flucht des herrschenden Diktators Jean-Claude Duvalier verursachen, Peytraud zu stoppen und Marielle aus dessen Gewalt zu befreien.

## Kritiken
Roger Ebert schrieb in der Chicago Sun-Times vom 5. Februar 1988, der Film mache selbst die schrecklichsten Vorstellungen glaubwürdig. Seine visuellen Aspekte seien „atemberaubend“ („stunning“). Die Filmautoren scheinen – anders als bei vielen anderen Filmen, die Voodoo thematisieren würden – über ein Hintergrundwissen über Voodoo zu verfügen („this movie seems to know something about voodoo“); Voodoo würde im Film ernsthaft als eine Religion und ein Lebensstil dargestellt.
Für das Lexikon des internationalen Films handelt es sich um ein „[b]rutales Horrorspektakel mit wenig überzeugenden Deutungsversuchen, vordergründig eingebettet in reale politische Ereignisse.“

## Auszeichnungen
Das Make-up wurde im Jahr 1990 für den Saturn Award nominiert.

## Hintergrund
Das Drehbuch wurde von einem Buch von Wade Davis inspiriert, einem Wissenschaftler der Harvard University, der Voodoo untersuchte.
Der Film wurde in Boston, Haiti und Santo Domingo gedreht. Seine Produktionskosten betrugen schätzungsweise 7 Millionen US-Dollar. Der Film spielte in den Kinos der USA ca. 19,6 Millionen US-Dollar ein. Der Film beruht auf Clairvius Narcisse, dem ersten realen Zombie.